# Se piangi, se ridi/Sarò un illuso
Se piangi, se ridi/Sarò un illuso è un singolo di Bobby Solo, pubblicato nel 1965 dalla Dischi Ricordi.

## Descrizione
Il lato A del disco, Se piangi, se ridi, è il brano musicale vincitore del Festival di Sanremo 1965 che arriva anche alla prima posizione nella classifica dei singoli per tre settimane. Scritta da Mogol, Gianni Marchetti e Roberto Satti, vero nome di Bobby Solo, venne interpretato nella manifestazione da quest'ultimo e dal gruppo folk statunitense New Christy Minstrels.
La canzone venne successivamente incisa da Mina sul singolo Se piangi, se ridi/Più di te e poi inclusa nell'album Studio Uno della cantante.

## Tracce
Lato A
1. Se piangi, se ridi – 2:40 (Mogol - Gianni Marchetti - Bobby Solo)

Lato B
1. Sarò un illuso – 2:00 (Gianni Sanjust - Paolo Lepore - Bobby Solo)